# Necator americanus
Necator americanus is een ongeveer 1 cm lange, parasitaire rondworm die oorspronkelijk voorkwam in Noord- en Zuid-Amerika en nu ook in  Afrika onder de Sahara, Zuidoost-Azië, China en Indonesië. De besmetting wordt necatoriasis genoemd. Met de naam mijnworm worden vaak de twee bij mensen voorkomende soorten genoemd die verantwoordelijk zijn voor mijnworminfecties, dat zijn Ancylostoma duodenale en N. americanus.
De soort wordt ook wel mijnworm van de Nieuwe Wereld genoemd. Er zijn wat uiterlijke verschillen maar in medisch opzicht verschillen deze mijnworm en de mijnworm (van de Oude Wereld, Ancylostoma duodenale) nauwelijks. De soorten verschillen niet alleen voor wat betreft de geografische verschillen, maar ook zijn er verschillen in vorm van de monddelen en lichaamslengte.
Een besmetting met Necator americanus wordt gewoonlijk vastgesteld op basis van eieren in de ontlasting. Patiënten die besmet zijn met ongeveer 25 tot 100 rondwormen hebben last van vermoeidheid, gewichtsverlies en lichte hoofdpijn. Als er 100 tot 500 rondwormen voorkomen heeft de patiënt last van extreme vermoeidheid, ijzertekort door bloedverlies, buikpijn, diarree, opgeblazen gevoel en  misselijkheid. De symptomen verergeren en kunnen tot de dood leiden, wanneer er meer dan 500 rondwormen voorkomen. Kinderen en zwangere vrouwen lopen een groter risico als gevolg van bloedarmoede en de grotere behoefte aan ijzer en eiwitten in de voeding. De huidige bestrijdingsstrategieën omvatten een combinatie van massabehandeling bij kinderen van 4–6 jaar om infecties te voorkomen of de rondwormen te doden. Een rondworm kan voor 30 μl bloedverlies per dag zorgen. IJzergebreksanemie kan mentale retardatie veroorzaken en groeiachterstand bij kinderen.
Geneesmiddelen voor de behandeling bij een Necator americanus infectie zijn benzimidazolen, speciaal albendazol en mebendazol. Benzimidazolen doden de volwassen rondwormen doordat het zich bindt aan het β-tubuline van de rondworm en vervolgens de microtubuluspolymerisatie in de rondworm verhindert.
Necator americanus is voorgesteld als een alternatief van de varkenszweepworm bij de helminthische therapie.

## Beschrijving

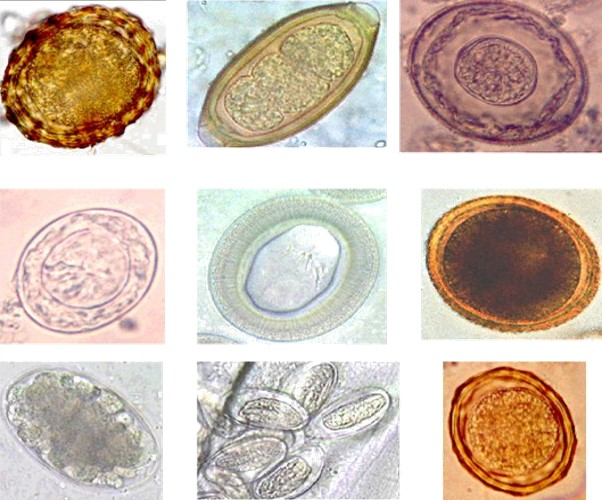
linksonder Necator americanus ei

De rondworm heeft twee dorsale en twee ventrale snijplaten rond de voorste rand van de mondholte. Verder heeft de rondworm een paar subdorsale en een paar subventrale tanden dicht bij de achterkant. De mannetjes zijn 7–9 mm lang en de vrouwtjes 9–11 mm lang. De levensduur is 3-5 jaar. Het vrouwtje kan 5.000 tot 10.000 eieren per dag produceren. De dunwandige, ovale eieren zijn  56–74 μm lang en 36–40 μm breed.

## Voorkomen
Necator americanus  komt voornamelijk voor in tropische en gematigde gebieden. Deze parasiet gedijt in warmere klimaten, want voor het uit het ei komen hebben de eieren een vochtige, warme en schaduwrijke omgeving nodig. Door de dunne, gladde wanden gaan de eieren en larven  bij temperaturen onder nul of bij uitdroging van de bodem dood. Daarom is het type grond waar de parasiet in voorkomt ook erg belangrijk voor hun ideale leefomstandigheden. Ideale bodemcondities zijn meestal die gebieden waar de grond geleidelijk draineert en de bodemdeeltjes niet te groot en niet te klein zijn. Hierdoor zorgen de hoeveelheid vocht en de poriën in de bodem ervoor dat de parasieten zich aan het oppervlak nestelen en zich hechten aan de huid van hun volgende gastheer. Grote besmettingen lijken voor te komen bij zware regenval en warme temperaturen die kenmerkend zijn voor tropische klimaten. Een afwijking bij deze soort is dat meer mannen besmet worden dan vrouwen, waarschijnlijk vanwege de taakverdeling in regio's waar het voorkomt.

## Levenscyclus

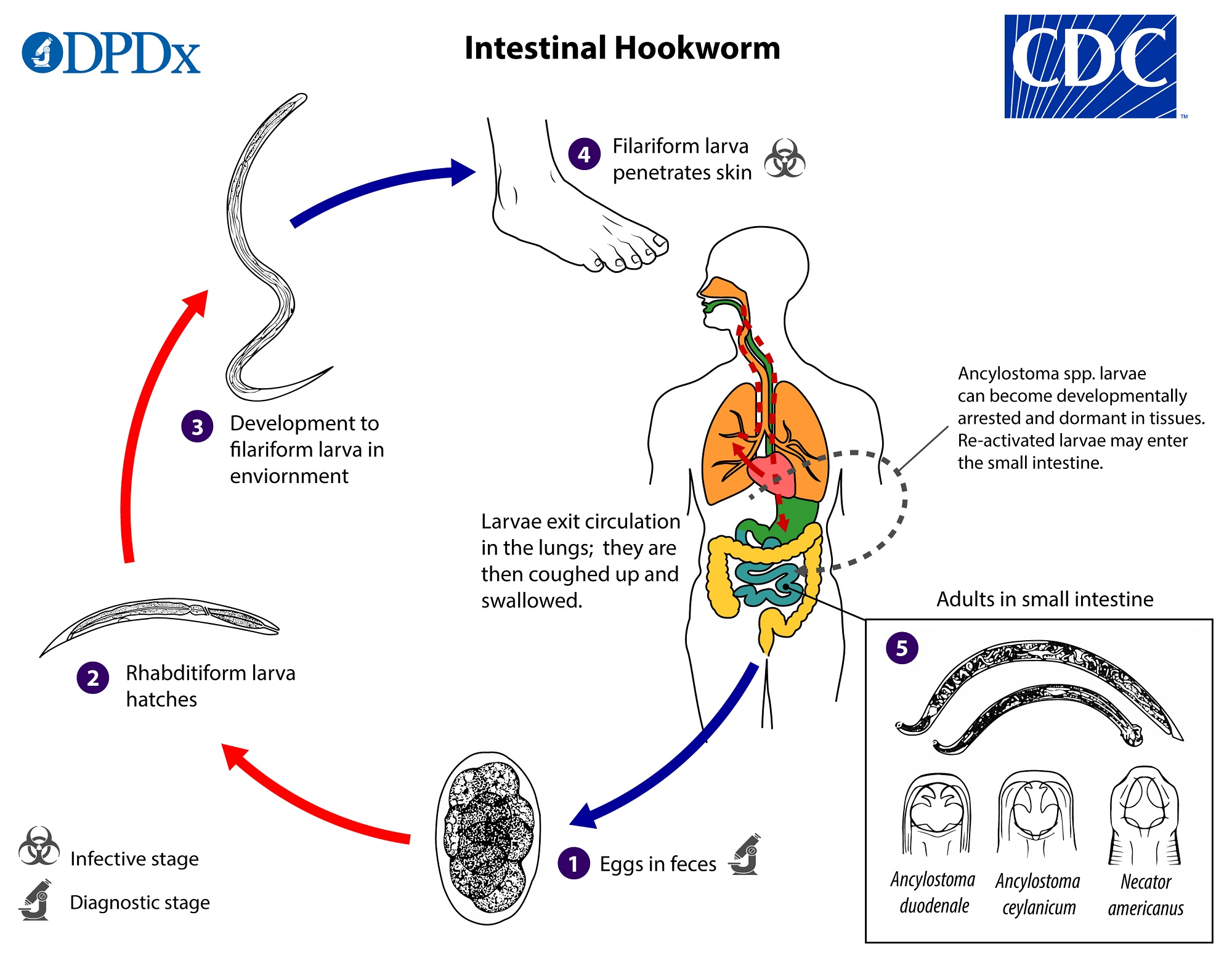
Levenscyclus

De eieren worden via de ontlasting doorgegeven (1) en onder gunstige omstandigheden (vocht, warmte, schaduw) komen de larven binnen 1 tot 2 dagen uit en zijn ze in de besmette grond vrijlevend. (2) Deze vrijlevende larven groeien in de ontlasting en/of in de bodem en na 5 tot 10 dagen (en twee vervellingen) worden ze infectieuze, filariforme L3-larven. (3) Deze infectieuze larven kunnen onder gunstige omstandigheden 3 tot 4 weken in leven blijven. Bij contact met de menselijke gastheer, meestal door blote voeten, dringen de larven de huid binnen (4) en worden door de bloedvaten naar het hart en vervolgens naar de longen getransporteerd. Ze dringen door in de longblaasjes, gaan via de bronchiën naar de keelholte waar ze worden ingeslikt. De larven bereiken de nuchtere darm van de dunne darm, waar ze volwassen worden. (5) Volwassen wormen leven in het lumen van de dunne darm, meestal het distale deel van de nuchtere darm, waar ze zich aan de darmwand hechten en bloed opzuigen met als resultaat bloedverlies van de gastheer. 
De meeste volwassen wormen gaan binnen 1 tot 2 jaar dood, maar ze kunnen ook meerdere jaren in leven blijven.

## Genoom
Het genoom van Necator americanus is gesequencet en geanalyseerd. Het genoom is 244 Mbp groot en bestaat uit 19.151 eiwitcoderende genen. Hiertoe behoren genen waarvan de producten betrokken zijn bij het binnendringen van de rondworm in de menselijke gastheer, genen die betrokken zijn bij het opzuigen van bloed en ontwikkeling van de rondworm, genen die coderen voor eiwitten die nieuwe potentiële geneesmiddeldoelen tegen de rondworm vertegenwoordigen en uitgebreide genenfamilies die waarschijnlijk coderen voor immunomodulatoreiwitten, waarvan de producten nuttig kunnen zijn bij de behandeling van ontstekingsziekten en astma.